# Марафон (биатлон)
Марафон (также супермарафон) — вид биатлонной гонки на 40 км у мужчин и 30 км у женщин с восемью огневыми рубежами. Проводится в рамках Чемпионата России по биатлону с 2008 года и является одним из самых молодых видов биатлонных состязаний.

## Правила
На сегодняшний день единых правил проведения этой гонки пока нет. Так, на Чемпионате России 2008 года дистанция марафона составляла 27 км у мужчин и 21,6 км у женщин, а в 2009 году — 34 км и 25,5 км, соответственно. Марафон проводится с общего старта, спортсмены проходят 17 кругов, длина которых зависит от общей длины дистанции. Первые четыре стрельбы проводятся из положения лёжа, остальные четыре — из положения стоя. По прохождении первого круга стрельбу ведут первые 30 биатлонистов согласно старт-листу (так как количество стрелковых установок ограничено данным количеством), остальные продолжают гонку. По прохождении второго круга стрельбу ведут оставшиеся биатлонисты, а стрелявшие на первом круге продолжают гонку. Данный цикл повторяется на протяжении всей гонки: первые 30 спортсменов старт-листа стреляют при прохождении нечётных кругов дистанции, остальные — по прохождении чётных кругов. Биатлонисты занимают места на огневых рубежах в соответствии с их порядковым номером. За каждый промах предусмотрено прохождение штрафного круга, равного 100 м. Первый спортсмен, пересёкший финишную черту, становится победителем марафона.